# Prodikos von Keos
Prodikos von Keos, kurz Prodikos (altgriechisch Πρόδικος Pródikos, latinisiert Prodicus; * vermutlich zwischen 470 und 460 v. Chr. in Iulis auf der Insel Kea; † nach 399 v. Chr.) war ein antiker griechischer Sophist und Rhetor.
Die Schriften Prodikos’ sind verloren; erhalten sind lediglich Testimonien (antike Berichte über Leben und Lehre). Als Gesprächspartner tritt er im platonischen Dialog Protagoras auf.

## Leben
In der Suda wird angegeben, dass Prodikos ein Schüler von Protagoras war, bei Platon steht, dass er ein jüngerer Zeitgenosse desselben war. Wahrscheinlich stand Prodikos in einer persönlichen Beziehung zu Sokrates, wenn er nicht sogar dessen Lehrer war.  Laut Platon bereiste er verschiedene Städte, um mit Unterricht Geld zu verdienen; auf jeden Fall hat er sich öfter in Athen aufgehalten, wo er auch offizielle Funktionen für seine Heimatinsel Kea übernahm.
Einige antike Autoren, darunter der Sophisten-Gegner Platon berichten, dass Prodikos sowohl billigen als auch relativ teuren Unterricht, vor allem im Fach Rhetorik, gab (0,5 bis 50 Drachmen). Im platonischen Dialog Protagoras hilft Prodikos bei der genauen Bedeutungsunterscheidung von verschiedenen Begriffen. Dass Prodikos in Athen zum Tod verurteilt worden sein soll, ist wahrscheinlich unwahr.
Thukydides, Euripides und Isokrates sollen Schüler des Prodikos gewesen sein, man findet bei ihnen auch typische Begriffsabgrenzungen, wie sie Prodikos vorgenommen hat und seinen wissenschaftlich-exakten Umgang mit der Sprache wieder. Wie Xenophon in seinem Gastmahl berichtet, ließ sich auch der reiche athenische Politiker Kallias von ihm unterrichten.
Prodikos findet in zwei Komödien des Dichters Aristophanes negative Erwähnung. Im 423 v. Chr. aufgeführten Stück Die Wolken wird er als „Meteorosophist“ bezeichnet, in Die Vögel werden seine Lehren verworfen. Eine Verspottung des Prodikos enthält ein erhaltenes Fragment Aischines’ von Sphettos.

## Lehre
Sprachphilosophie
Prodikos wird eine sprachphilosophische Methode zugeschrieben, mit deren Hilfe es möglich ist, Wörter mit ähnlicher Bedeutung voneinander zu unterscheiden. So sollen sich Freunde „streiten“, Feinde sich hingegen „zanken“. Prodikos’ Methode wird Synonymik genannt, wurde aber auch als „Begriffsabgrenzung“ (onomaton diairesis) bezeichnet, Platon nennt als Ziel der Methode die „Korrektheit von Wörtern“ (orthotes onomaton). Prodikos, dem es wohl darum ging, dass jedes Wort nur genau eine Sache bezeichne, hat deshalb wohl auch gelegentlich den uneindeutigen und unscharfen Alltagssprachgebrauch kritisiert, wofür ebenfalls die Abgrenzung von „streiten“ und „zanken“ als Beispiel dienen kann. Moderne Forscher vermuten, dass Prodikos seine Methode nicht theoretisch erläutert, sondern hauptsächlich in praktischen Beispielen vorgeführt hat. Zur Wirkung von Prodikos’ Methode schrieb Heinrich Gomperz: „Aus der Bedeutungslehre des Prodikos ist die Begriffsphilosophie des Sokrates erwachsen.“ Stimmt das, so kann man Prodikos als einen Wegbereiter der von Aristoteles begründeten Logik ansehen.
Rationalistische Erklärung der Entstehung der Religion
Nach Prodikos sollen die Menschen irgendwann begonnen haben, nützliche Dinge zu vergöttlichen, so wurde etwa das Brot zur Göttin Demeter. Später sollen besondere Menschen in den Götterstatus erhoben worden sein. Er wurde in der Antike deshalb oft zu den Atheisten gezählt.
Herakles
Einige antike Autoren erwähnen, dass Prodikos über den griechischen Helden Herakles geschrieben hat; man nimmt an, dass das im Rahmen einer Schrift mit dem Titel Horen (horai) geschehen ist. Xenophon berichtet davon die Parabel „Herakles am Scheideweg“. An der Schwelle zum Erwachsenwerden erscheinen Herakles zwei Frauen, „Laster“ (kakia) und „Tugend“ (arete), die ihn für zwei entgegengesetzte Lebensformen gewinnen wollen. „Laster“ schlägt ihm ein Leben des lustvollen Müßiggangs vor, „Tugend“ ein mühevolles und arbeitsreiches, aber dafür ruhmvolles Leben. Prodikos hat letzteres favorisiert.
Medizin, Naturphilosophie und Pessimismus
Laut Galenos hat Prodikos auch über medizinische Themen geschrieben, laut Galen und Cicero auch über Naturphilosophie. Nach unsicheren Zeugnissen wird Prodikos auch eine pessimistische Lebensansicht zugeschrieben.

## Überlieferung und antike Rezeption
Platon geht in seinem Frühdialog Protagoras auf Prodikos’ Synonymik ein, die er als mit willkürlich wirkenden Begriffsunterscheidungen operierend darstellt. Der platonische Sokrates bezeichnet sich – wohl ironisch – als Schüler des Prodikos. Ob Prodikos’ Synonymik Einfluss auf die Entwicklung der platonischen Dialektik und Dihairesis gehabt hat, ist strittig.